# Takeshi Handa
Takeshi Handa (半田 武嗣 Handa Takeshi?, nacido el 26 de junio de 1985 en Fukuoka) es un exfutbolista japonés. Jugaba de centrocampista y su último club fue el Blaublitz Akita de Japón.

## Trayectoria

### Clubes
| Club              | País  | Año         |
| ----------------- | ----- | ----------- |
| FC Machida Zelvia | Japón | 2009 - 2010 |
| MIO Biwako Shiga  | Japón | 2011 - 2012 |
| Blaublitz Akita   | Japón | 2013 - 2015 |

## Estadística de carrera

### J. League
| Club            | Año   | J. League | J. League | Copa J. League | Copa J. League | Total | Total |
| Club            | Año   | Part.     | Goles     | Part.          | Goles          | Part. | Goles |
| --------------- | ----- | --------- | --------- | -------------- | -------------- | ----- | ----- |
| Blaublitz Akita | 2014  | 23        | 0         | -              | -              | 23    | 0     |
| Blaublitz Akita | 2015  | 14        | 0         | -              | -              | 14    | 0     |
| Total           | Total | 37        | 0         | 0              | 0              | 37    | 0     |